# Betongindustri
Betongindustri är ursprungligen ett svenskt företag som producerar och levererar fabrikstillverkad, färdigblandad betong till byggindustrin och privatpersoner. Bolaget omsätter cirka 800 miljoner SEK och har 200 anställda (2011). Huvudkontoret finns på Marieviksgatan 25 i Liljeholmen, Stockholm. Betongindustri ingår numera i tyska Heidelberg cement group.
Företaget bildades redan 1932 och den 1 april samma år distribuerades första lasset fabriksblandad betong i Sverige. På 1930-talet började även ett samarbete med Jehander, som 1974 blev en del av Betongindustrikoncernen. Från början var Strängbetong en del av Betongindustrins verksamhet.  Strängbetong blev 1954 ett fristående dotterbolag. 
Betongindustri var fram till 31 december 1989 ett självständigt börsnoterat företag. Bolaget köptes av Euroc, senare Scancem och är numera en del av Heidelberg cement group. Idag har Betongindustri 32 fabriker runtom i Sverige. Varje betongbil från Betongindustri transporterar cirka sju kubikmeter betong.

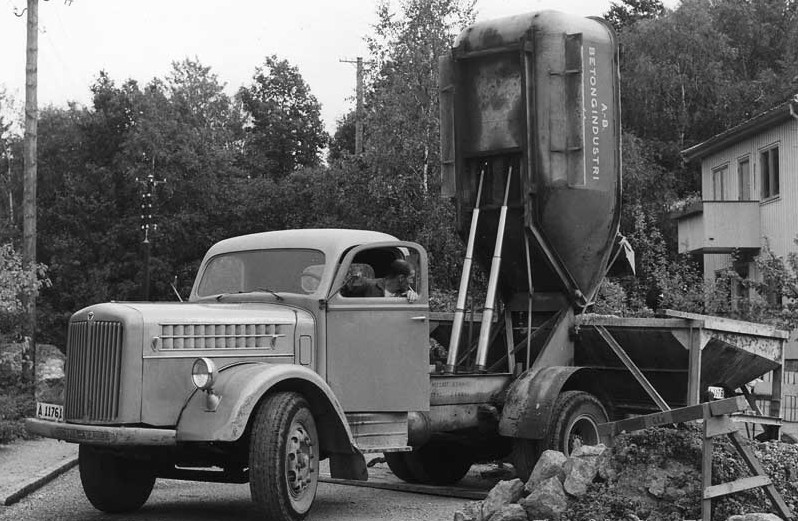
Betongindustris betongbil från 1950-talet.

Bland produkterna finns bland annat:
- Betong för anläggningsbyggande
- Betong för husbyggnad
- Betong på mark
- Betong för golv
- Fiberbetong
- Vinterbetong